# Anaxyrus microscaphus
Anaxyrus microscaphus is een kikker uit de familie padden (Bufonidae). De soort werd voor het eerst wetenschappelijk beschreven door Edward Drinker Cope in 1867. Oorspronkelijk werd de wetenschappelijke naam Bufo microscaphus gebruikt. De soort behoorde lange tijd tot het geslacht Bufo.

## Uiterlijke kenmerken
Anaxyrus microscaphus wordt ongeveer 8 centimeter lang, de mannetjes blijven iets kleiner.
De huid is extreem wrattig en de kleur van deze soort is bruin met over het hele lijf grijsbruine vlekken, met name op de kop en gifklieren en ook de buik heeft deze kleur. De poten zijn vaak grijsbruin gebandeerd; enkele strepen per poot maar aan de binnenzijde van de poten niet. Anaxyrus microscaphus is het makkelijkst te herkennen aan de lichtere streep boven op de kop tussen de ogen en het extreem gedrongen lichaam; een rond en kort lijf, grote maar stompe kop en korte poten, de ogen hebben een horizontale pupil.

## Algemeen
De pad komt voor in het zuidelijke deel van de Verenigde Staten en in Mexico. Het biotoop bestaat uit drogere zanderige streken, maar altijd in de buurt van een waterbron. Zo wordt hij zelfs aangetroffen in de Mojavewoestijn langs de oevers van de Mojaverivier en langs bosranden, heidevelden en graslanden. Vooral wateren die ondiep en permanent zijn hebben de voorkeur en opmerkelijk is dat de soort erg gesteld is op gecultiveerde landschappen als plantenkwekerijen en akkers vanwege de vaak open structuur en de aanwezigheid van waterreservoirs.

## Voedsel
Het voedsel bestaat zoals bij de meeste padden uit allerlei kleinere dieren zoals insecten, wormen en soms andere kikkers of kleine zoogdieren.